# Jordan 194
Chronologie des modèles (1994)
Jordan 193 Jordan 195
La Jordan 194 est la monoplace de Formule 1 engagée par Jordan Grand Prix lors du championnat du monde de Formule 1 1994. Elle est pilotée par le Brésilien Rubens Barrichello, le Britannique Eddie Irvine, le Japonais Aguri Suzuki et l'italien Andrea De Cesaris. L'Anglais Kelvin Burt a été nommé pilote d'essai, mais son kilométrage était limité.
Le moteur de la 194 est un V10 de 3,5 litres de cylindrée, le Hart 1035, une version développée du moteur de la saison précédente.
Sasol est le principal sponsor de l'équipe. La voiture utilise une boîte de vitesses semi-automatique et des tringles de suspension à double triangulation.

## Historique

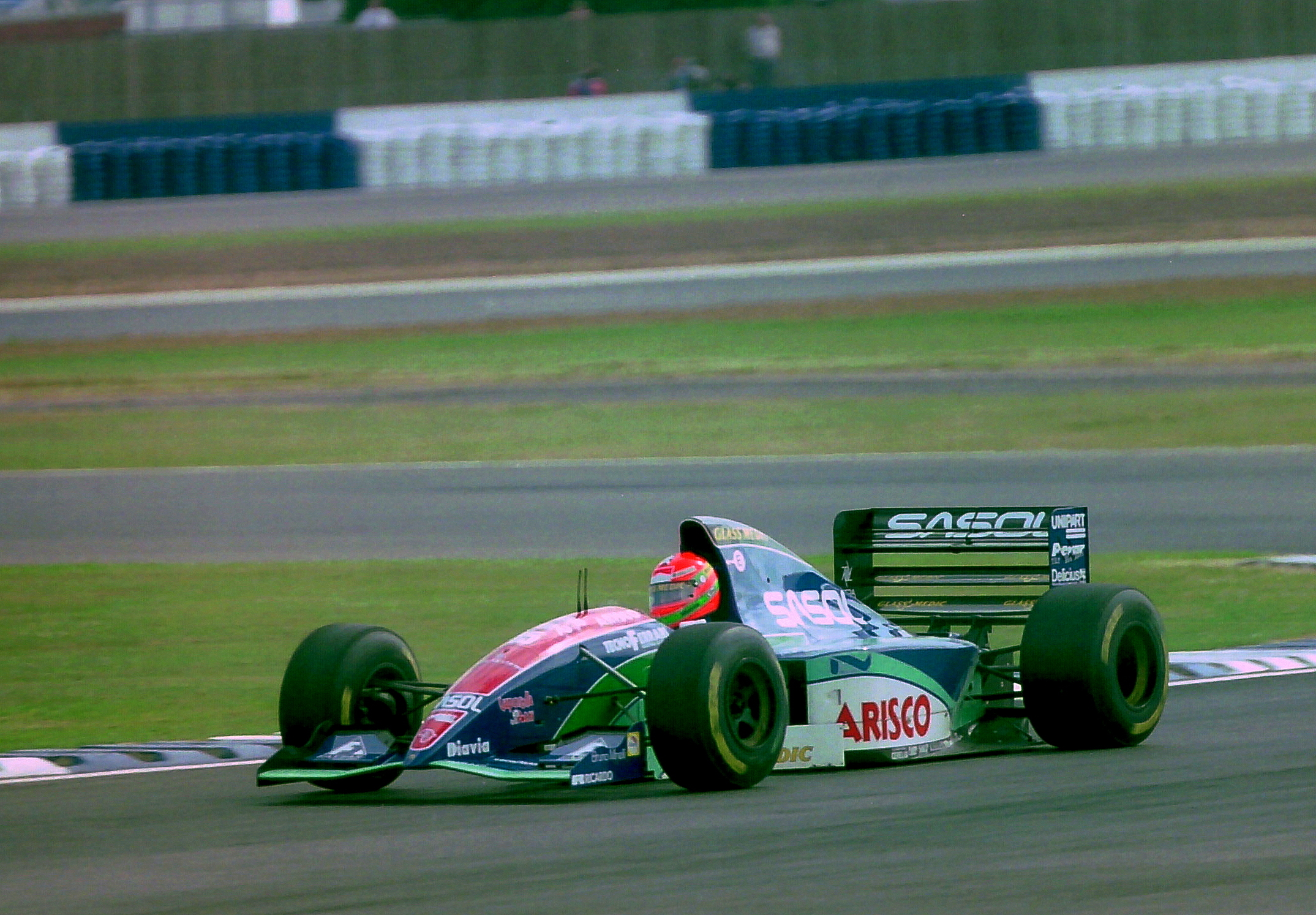
Eddie Irvine sur Jordan 194 lors du Grand Prix de Grande-Bretagne 1994.

Barrichello commence la saison et avec une quatrième place au Grand Prix du Brésil, égalant le meilleur résultat de l'équipe. Irvine a lui été impliqué dans un accident spectaculaire avec Jos Verstappen (Benetton) et Martin Brundle (McLaren), aboutissant à l'abandon des trois voitures. Irvine, accusé d'avoir causé l'accident, est exclu pour les trois courses suivantes.
Aguri Suzuki rejoint l'équipe pour le Grand Prix du Pacifique mais, peu préparé, abandonne. Barrichello offre par contre à Jordan son premier podium en Formule 1 grâce à sa troisième place.
Lors du premier Grand Prix en Europe, à Saint Marin, Barrichello est blessé dans un accident aux essais et n'a pas participé à la course. Andrea De Cesaris remplace Irvine, toujours exclu, à Saint-Marin et à Monaco où il termine quatrième. Irvine revient lors du Grand Prix d'Espagne et marque le point de la sixième place tandis que Barrichello semble encore souffrant à la suite de son accident.
Au fil de la saison, les deux pilotes marquent de façon assez constante : Barrichello est quatrième en Grande-Bretagne, Italie, Portugal et Australie, et Irvine quatrième au Grand Prix d'Europe et cinquième au Grand Prix du Japon. En Belgique, Barrichello signe la première pole position de sa carrière, la première également pour son écurie. Il devient le plus jeune poleman de l'histoire de la Formule 1 (record par la suite battu par Fernando Alonso et Lewis Hamilton).
Jordan termine cinquième du championnat avec 28 points, son score le plus élevé depuis ses débuts, derrière les « quatre grands » : Williams, Benetton, Ferrari et McLaren.

## Résultats en championnat du monde de Formule 1
| Saison | Écurie       | Moteur        | Pneus    | Pilotes            | Courses | Courses | Courses | Courses | Courses | Courses | Courses | Courses | Courses | Courses | Courses | Courses | Courses | Courses | Courses | Courses | Points inscrits | Classement |
| Saison | Écurie       | Moteur        | Pneus    | Pilotes            | 1       | 2       | 3       | 4       | 5       | 6       | 7       | 8       | 9       | 10      | 11      | 12      | 13      | 14      | 15      | 16      | Points inscrits | Classement |
| ------ | ------------ | ------------- | -------- | ------------------ | ------- | ------- | ------- | ------- | ------- | ------- | ------- | ------- | ------- | ------- | ------- | ------- | ------- | ------- | ------- | ------- | --------------- | ---------- |
| 1994   | Sasol Jordan | Hart 1035 V10 | Goodyear |                    | BRÉ     | PAC     | SMR     | MON     | ESP     | CAN     | FRA     | GBR     | ALL     | HON     | BEL     | ITA     | POR     | EUR     | JAP     | AUS     | 28              | 5e         |
| 1994   | Sasol Jordan | Hart 1035 V10 | Goodyear | Rubens Barrichello | 4e      | 3e      | Nq      | Abd     | Abd     | 7e      | Abd     | 4e      | Abd     | Abd     | Abd     | 4e      | 4e      | 12e     | Abd     | 4e      | 28              | 5e         |
| 1994   | Sasol Jordan | Hart 1035 V10 | Goodyear | Eddie Irvine       | Abd     |         |         |         | 6e      | Abd     | Abd     | Np      | Abd     | Abd     | 13e     | Abd     | 7e      | 4e      | 5e      | Abd     | 28              | 5e         |
| 1994   | Sasol Jordan | Hart 1035 V10 | Goodyear | Aguri Suzuki       |         | Abd     |         |         |         |         |         |         |         |         |         |         |         |         |         |         | 28              | 5e         |
| 1994   | Sasol Jordan | Hart 1035 V10 | Goodyear | Andrea De Cesaris  |         |         | Abd     | 4e      |         |         |         |         |         |         |         |         |         |         |         |         | 28              | 5e         |

Légende : ici 